# Тимкино (Якутия)
Тимкино — опустевшее село в Нижнеколымском улусе Якутии России. Входит в состав муниципального образования сельское поселение Походский наслег.

## География
Расположено на реке Тимкинская вблизи места её впадения в Колыму, в 55 км к юго-западу от посёлка городского типа Черский.

## Население
| 2001 | 2002 | 2010 | 2021 |
| ---- | ---- | ---- | ---- |
| 4    | ↘0   | →0   | →0   |